# Armen Ohanian
Armen Ohanian (în armeană Արմեն Օհանյան), născută Sophia Pirboudaghian (în armeană Սոֆյա Էմանուելի Փիրբուդաղյան), (n. 1887, Şamaxı, gubernia Baku⁠(d), Imperiul Rus – d. 1976, Ciudad de México, Mexic) a fost o dansatoare, actriță, scriitoare și traducătoare armeană.

## Biografie
Armen Ohanian s-a născut în Shamakha, pe atunci parte din Imperiul rus (acum în Azerbaidjan) într-o familie înstărită de armeni. Un cutremur devastator din 1902 a determinat familia ei să se mute la Baku, unde a început să studieze la o școală rusă. A absolvit în 1905, în același an cu pogromul anti-armean, la care a fost martoră și care a provocat moartea tatălui ei, Emanuel. Ea a fost în grabă căsătorită cu un doctor armeano-iranian, Haik Ter-Ohanian, dar căsătoria s-a încheiat după un an. Și-a început cariera de actriță ca Sophia Ter-Ohanian în grupul teatrului Uniunii Culturale a Armenilor din Baku, în 1906. S-a mutat la Moscova în anul 1908 și a studiat artele plastice la școala Nelidova, în timp ce a realizat primul dans la Teatrul Maly.
După un scurt stagiu la Opera din Tbilisi, în 1909, când s-a introdus pentru prima dată ca Armen Ohanian, a călătorit din nou în Iran, unde a fost dansatoare și actriță în ultima perioadă a Revoluției Constituționale Iraniene. A fost printre fondatorii Teatrul Național Persan din Teheran. În aprilie 1910, a organizat un spectacol muzical și o gală literară, în cooperare cu Asociația de Caritate a Femeilor Persane. Pentru prima dată, femeile iraniene au fost în măsură să joace pe scenă și să vizioneze un film. În mai 1910, a produs și regizat piesa lui Nikolai Gogol, Inspector, în persană, jucând rolul Mariei Antonovna.
În timp ce locuia în Iran, și-a perfecționat abilitățile în dansuri orientale. După ce a părăsit țara și după ce a făcut un turneu în Egipt și Imperiul Otoman, a fost angajată ca dansatoare în Londra, în 1911. De atunci, până la sfârșitul anilor 1920, ea a devenit destul de căutată după nume, cunoscută pentru dansurile exotice care au cuprins scena culturală a occidentului în acel timp. Prin utilizarea metodei de „free dance”, realizată de celebra americancă dansatoare Isadora Duncan, și-a creat propriile coregrafii bazate pe muzica armeană și iraniană. Multe dintre dansurile ei, cum ar fi „Salome”, „At the Temple of Anahit”, „Treason”, „The Matchmaker”, „Haschich”, „The Great Khan of Shamakha”, „Towards Nirvana”, și multe altele, au fascinat publicul european. A avut concerte în Londra, Paris, Bruxelles, Milano, Sofia, Madrid, și în alte orașe europene, precum și în Statele Unite ale Americii și Mexic. Spectacolele sale au fost menționate în presă și au fost apreciate de scriitori, cum ar fi Maurice Maeterlinck, Rene Ghil, Claude Anet și alții.
După ce s-a stabilit la Paris în 1912, Ohanian a făcut prima ei incursiune în literatura de specialitate, a poeziei și schițelor autobiografice, care în cele din urmă au fost publicate în presă. Prima ei carte, The Dancer of Shamakha, a fost publicată în 1918, în limba franceză, prefața fiind scrisă de Anatole France. Cartea a fost tradusă în engleză, spaniolă, germană, suedeză și finlandeză. A mai publicat și alte memorii în limba franceză, cum ar fi In the Claws of Civilization în 1921, The Laughs of A Snake Charmer în 1931; o relatare a șederii ei în 1927 în Uniunea Sovietică, In the Sixth Part of the World: Journey into Russia, în 1928; și un roman, The Soloist of His Majesty, în 1929.
Viață ei sentimentală, la început de Belle Epoque, a fost la fel de plină de evenimente asemeni carierei ei artistice. A avut relații cu diverse persoane, cum ar fi pictorul Émile Bernard, scriitorii Maurice Barres și Andre Germain, și o scurtă aventură cu scriitorul american Natalie Barney. S-a căsătorit, pentru a doua oară, cu un economist și diplomat mexican, Makedonio Garza, în 1922, iar după ce a locuit o perioadă în Hamburg, Mexic, New York, Paris, Moscova, Londra și Madrid, cuplul s-a stabilit în Mexic, în 1934.
Declinul carierei sale de dans nu a împiedicat-o pe Ohanian să-și urmeze interesele culturale și politice. Devenind interesată de dansurile native din Mexic, în timpul unei scurte excursii în 1922-1923, a fondat o școală de dans în Mexico City în 1936. Devotată comunismului încă de la mijlocul anilor 1920, Ohanian a fost membru activ al Partidului Comunist din Mexic. În colaborare cu soțul ei, a tradus multe cărți din limba rusă în limba spaniolă, de asemenea, a devenit un autor prolific, cu cărți în limba rusă, sovietică și literatură mexicană. În 1946 a publicat Happy Armenia, o carte despre Armenia Sovietică în limba spaniolă, care a marcat o reînnoire a interesului pentru strămoșii săi armeeni. Printre realizările sale literare, totuși, opera ei de suflet a fost o poezie, „My Dream as an Exile” scrisă în armeană și publicată în 1952 într-un jurnal de Paris.
Ohanian a revenit pe scena dansului în Mexic, în anii 1940-1941 și 1946, și a apărut pe scena din Paris în 1949 și 1953, când avea mai bine de șaizeci de ani. În timpul celei de-a doua vizite în Uniunea Sovietică, în anul 1958, împreună cu soțul ei, au călătorit la Erevan, Armenia, unde a oferit o parte din documentele ei private Muzeului de Literatură și Arte. După întoarcerea în Mexic, a continuat să scrie, să traducă și să publice până în 1969, când a fost publicat un ultimul volum de memorii în limba spaniolă.

## Legături externe
- Dansatoarea de Shamakha de Armen Ohanian (imagine completă)